# Cannabidiol
Canabidiol (CBD) este un compus organic găsit în planta de cannabis, cunoscută și sub numele de cânepă, Cannabis sativa, având până la 0,2% concentrație de THC. Este al doilea cel mai abundent compus, reprezentând un total de 40% din extracte. Datorită asemănării și ușurinței moleculare a conversiei sintetice, inițial s-a crezut că CBD a fost un precursor normal al THC. Canabidiolul este unul din cei 113 compuși chimici canabinoizi găsiți în planta de canabis, mulți dintre aceștia fiind investigați pentru beneficiile potențiale pentru sănătate. Fiind bogată în CBD, cânepa este folosită la obținerea uleiului CBD. Uleiurile de canabis CBD conțin concentrații variate de canabidiol, în funcție de scopul utilizării. 

Spre deosebire de marijuana în care principalul compus psihoactiv este THC, CBD conține în mod natural concentrații extrem de scăzute de THC.

## Istoric

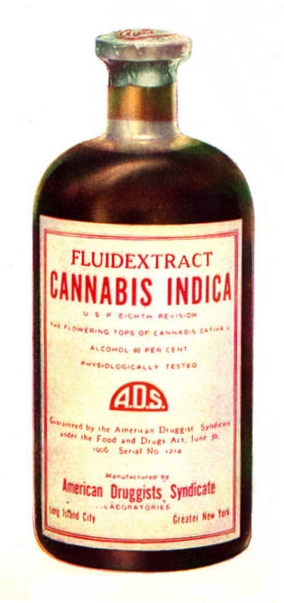
Ulei de canabis obținut în 1906

Cânepa și canabis au fost cultivate în Taiwan acum 10.000 de ani și au avut multe utilizări, inclusiv fabricarea de pânză, frânghie, hârtie, alimente și medicamente. 
Canabidiolul a început să fie studiat de la mijlocul secolului al XVIII-lea. Odată cu introducerea în farmaciile americane în 1839 de către William Brooke O'Shaughnessy, extractele de canabis au ajuns să fie cunoscute în principal ca medicament. Produse similare au fost disponibile și în  Europa. În secolul al XIX-lea, tinctura de cannabis era utilizată în Imperiul Britanic pentru tratarea stărilor de greață și vomă. 
După anul 1900, utilizarea în scop recreativ a cannabisului a cunoscut un avânt care a determinat în 1961 introducerea aceste plante pe lista substanțelor stupefiante interzise. Din acel moment, utilizarea cannabisului în scopuri medicale a fost interzisă. 

CBD a fost izolat prima dată în 1940 din extract de cânepă etanolică și din rășina egipteană de Cannabis indica, dar structura chimică și stereochimia au fost elucidate abia în 1964.

## Farmacologie
Canabidiolul se conectează la anumiți receptori din organismul uman, prin intermediul sistemului endocannabinoid (SE) pentru a-și produce efectele. Corpul uman produce în mod natural canabinoizi, având doi receptori pentru aceștia: CB1 și CB2. Acești receptori sunt construiți pentru a interacționa cu endocannabinoidele. Sistemul endocannabinoid este în esență sistemul care regleaza endocanabinoizii (produsi de catre organism) si gestioneaza canabinoizii introdusi, fiind responsabil pentru homeostazie - reglementarea si echilibrul sistemelor corpului uman.
Receptorii CB1 sunt localizați în tot corpul, însă majoritatea se regăsesc în creier. Aceștia au rolul de a regla anumite funcții ale organismului, precum mișcarea și coordonarea, durerea, emoțiile, starea de spirit, concentrarea, apetitul, memoria.
Majoritatea receptorilor CB2 sunt localizați în sistemul imunitar, având directă influență asupra durerii și inflamațiilor.
Canabidiolul nu interacționează cu niciunul din cele două tipuri de receptori, ci mai degrabă determină organismul să folosească mai mult canabinoizii prezenți deja în mod natural în corp. CBD ajută la menținerea diferitelor procese psihologice, interacționând cu receptorii din sistemul nervos și cel imunitar. 

### Compuși chimici
Parfum: provine dintr-o substanță chimică numită terpen. CBD conține mai multe tipuri de terpen: limonen, mircen, pinen, linalool, cariofilen, humulen.
Minerale și vitamine: există mai multe vitamine importante cu spectru complet, cum ar fi A, C, E și complexul B, precum și unele minerale importante precum: fier, potasiu, zinc, fosfor, calciu etc. 
Grăsimi esențiale și proteine: sunt prezenți 20 de aminoacizi cu spectru complet, iar 9 dintre aceștia sunt aminoacizi esențiali. Toți acizii grași esențiali importanți, cum ar fi Omega-3 și Omega-6 sunt prezenți cu spectru complet. Raportul optim al acizilor din CBD este 3:1.

#### Molecule similare
Cele mai importante sunt:
- Cannabichromen (CBC)
- Cannabigerol (CBG)
- Cannabiciclol (CBL)
- Cannabivarol (CBV)
- Cannabinol (CBN)
- Cannabitriol (CBT)
- Cannabifuran (CBF)
- Cannabivarin (CBV)

## Utilizări

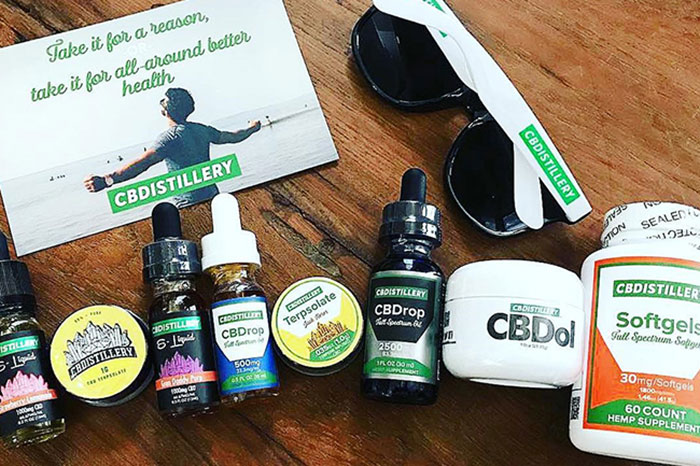
Produse pe bază de CBD

Canabinolul are multe aplicații terapeutice, fiind prezent în mai multe medicamente, cum ar fi Sativex, Epidiolex, Cannador. CBD, spre deosebire de THC (tetrahidrocannabinol), nu are efect psihoactiv, deci nu alterează conștiența și nu afectează sistemul nervos central.

### Uleiul CBD
Există o varietate mare de produse din ulei de canabis CBD, de la ulei CBD pur, la ceaiuri, bomboane, ciocolată, băuturi, alimente, unguente, până la lichide pentru țigară electronică și ceară pentru vaporizatori, sau pentru gătit.
Uleiul de CBD există în trei forme principale:
- Crud: de culoare verde pal și închis, având o consistență groasă
- Decarboxilat: culoarea și consistența sunt asemănătoare cu cele ale uleiului crud
- Filtrat: este cel mai popular.

Uleiul de CBD poate avea efecte benefice pe termen lung pentru un număr mare de afecțiuni: 
- boli cardiovasculare
- dureri cronice
- dependență de alcool, tutun sau droguri
- alergii
- tulburari psihice și psiho-emotionale (depresie, anxietate, stări de panică, stres posttraumatic)
- insomnie
- stres
- convulsii
- ADHD
- Boala Crohn
- cancer
- diabet
- acnee, artrită, psoriazis
- epilepsie
- astm
- autism
- boli neurodegenerative (Alzheimer, Parkinson)
- boli ale sistemului imunitar (lupus, artrită reumatoidă).
- scleroză multiplă
- boli hepatice
- arsuri solare
- afecțiuni ale animalelor de companie[5].[6][7][8][9]

#### Metode de obținere
Uleiul de canabidiol este obținut în principal prin extracție din cânepă industrială. Procesul de extracție implică utilizarea unui solvent pentru extragerea uleiului din tulpina de cânepă. Solvenții folosiți frecvent sunt dioxid de carbon (CO2), ulei de măsline și alți solvenți lichizi. 
Extracția cu CO2: Tehnica de extracție cu CO2 este cea mai sigură și eficientă metodă rezultând produse de cea mai bună calitate. Cu toate acestea, procesul este considerabil mai scump. 
Extracția cu etanol: Există unele dezavantaje ale acestei metode de extracție:  etanolul este solubil în apă și va dizolva cu ușurință clorofila, datorită căreia aroma produsului este ierboasă și amară. Atunci când clorofila este îndepărtată din CBD-ul extras, eficiența uleiului este redusă. De aceea, această tehnică nu este folosită frecvent.
Extracție cu ulei de măsline: Este o metodă simplă, prin care uleiul de măsline este încălzit la 93° C, urmat de filtrare. Filtrarea plantei și extracția uleiului pot reduce eficiența frunzelor, ceea ce duce la necesitatea utilizării unei cantități mai mari pentru a obține aceleași rezultate.
Extracție cu hidrocarburi: Această metodă este cunoscută ca „Metoda Rick Simpson”. Pentru procesul de extracție, sunt folosit ediferite hidrocarburi, cum ar fi: butan, hexan, pentan, propan, acetonă.

Hidrocarburile au un punct de fierbere scăzut care poate fi purjat în timpul procesului de extracție. În timpul acestui proces, se extrage cea mai pură formă de ulei CBD. Este foarte ușor și rentabil, dar în același timp periculos. 
Extracția la temperatură scăzută și presiune scăzută: Solventul este adăugat la biomasă și toți compușii doriți sunt extrași prin comprimare. Solventul este apoi separat prin dilatare. Cu toate acestea, atunci când se compară această metodă cu extracția CO2, aceasta utilizează condiții de proces mai blânde, deoarece funcționează la temperatură scăzută și presiune scăzută. Metodele convenționale de extracție necesită etape ulterioare după extracție, și anume fracționarea (îndepărtarea componentilor nedoriti ai plantei) și purificarea (îndepărtarea solvenților reziduali). Aceste etape suplimentare duc la pierderea compușilor importanți, în special a terpenelor. Metoda de extracție la temperatură scăzută și presiune scăzută evită acești pași suplimentari, iar solventul nu trebuie îndepărtat într-o etapă separată; în schimb, pur și simplu revine prin expansiune în recipientul de stocare a solventului.

## Izolatul CBD
Izolatul CBD este canabidiol sub formă de cristale. Izolatele CBD sunt extrase ca parte a unei metode speciale, care implică eliminarea CO2 și a altor ingrediente nedorite din planta de canabis. După aceea, tulpinile plantelor sunt filtrate și purificate. 

## Statut juridic
Legislația referitoare la marijuana și cannabis diferă de la o țară la alta. În multe state ale lumii, cannabisul este legal fie pentru uz medicinal, fie recreațional. 

### Uniunea Europeană
În toate țările UE, importul de CBD este permis pentru uz personal, dacă conținutul de THC este mai mic de 0,2%. Mai multe soiuri de cânepă industriale pot fi cultivate legal în Europa de Vest.
În 2019, Comisia Europeană a anunțat că CBD și alte canabinoide ar fi clasificate drept "alimente noi", ceea ce înseamnă că produsele CBD ar necesita autorizație în temeiul Regulamentului UE privind alimentele noi, care să menționeze: "acest produs nu a fost utilizat ca aliment sau ingredientul alimentar înainte de 15 mai 1997, înainte de a fi introdus pe piață în UE ca ingredient alimentar sau alimentar, este necesară o evaluare a siguranței în temeiul Regulamentului privind alimentele noi. Recomandarea - în cazul extractelor CBD, CBD sintetizate , precum și toate produsele CBD, inclusiv petrolul CBD - a fost programată pentru o hotărâre definitivă adoptată de Comisia Europeană în martie 2019. Dacă ar fi aprobat, producătorii de produse CBD ar fi obligați să efectueze teste de siguranță și să dovedească un consum sigur, indicând faptul că produsele CBD nu ar fi eligibile pentru comerțul legal până cel puțin 2021. 
Cannabidiolul este enumerat în baza de date a Ingredientelor cosmetice din UE (CosIng). Cu toate acestea, listarea unui ingredient, atribuit cu un nume INCI, în Cosin nu înseamnă că acesta va fi utilizat în produse cosmetice sau că este aprobat pentru o astfel de utilizare. Mai multe soiuri de cânepă industriale pot fi cultivate legal în Europa de Vest.
O varietate precum "Fedora 17" are un profil canabinoid în mod constant în jur de 1%, cu THC mai mic de 0,3%.
Bulgaria

În 2020, Bulgaria a devenit prima țară din UE care a permis vânzarea canabidiolului derivat din cânepă. Produsele CBD sunt legale și ușor de achiziționat, atât timp cât conțin mai puțin de 0,2% de THC.
Cehia

CBD derivat din cânepă este legal să se cumpere atât timp cât are mai puțin de 0,3% THC.
Franța

Franța este cel mai mare producător de cânepă din Europa, folosit mai ales pentru hârtie de cânepă. Franța respectă legislația generală a UE pentru cânepă industrială și permite achiziționarea legală a produselor CBD cu un conținut de 0,2% THC sau mai puțin.
Germania

CBD și canabisul medical sunt substanțe legale în Germania de mai bine de 2 ani. Pacienții care necesită CBD trebuie să aibe un card special și prescripție medicală pentru medicamente. În timp ce cannabisul de agrement rămâne ilegal, Germania deține o poziție liberală asupra consumului privat și public al substanței.
Grecia

Conform legislației elene, produsele derivate din cânepă nu sunt considerate droguri, deoarece nu conțin cantități mari de THC. Prin urmare, produsele CBD pot fi achiziționate legal în Grecia, atât timp cât conțin 0,2% sau mai puțin de THC.
Italia

Italia a legalizat canabisul pentru uz medical în 2007. În 2017, o directivă guvernamentală a schimbat perspectiva, fără a mai necesita autorizație pentru cultivarea cânepei cu un conținut maxim de THC de 0,2%, cu un nivel de toleranță de până la 0,6%. a fost legalizat în Italia, atât timp cât produsul conține mai puțin de 0,6% THC.  
Marea Britanie

Cannabidiol, într-o formulă de pulverizare pe cale orală combinată cu delta-9-tetrahidrocanabinol, este un produs disponibil (prin prescripție numai până în 2017) pentru ameliorarea spasticității severe datorită sclerozei multiple (în cazul în care alte anti-spasmodici nu au fost eficienți). Până în 2017, produsele care conțin canabidiol comercializate în scopuri medicale au fost clasificate ca medicamente de către organismul de reglementare din Regatul Unit, Agenția de Reglementare a Medicamentelor și Medicamentelor (MHRA) și nu au putut fi comercializate fără aprobarea de reglementare a revendicărilor medicale. Începând din 2018, uleiul de canabis este legal de posedat, cumpărat și vândut în Marea Britanie, furnizând produsul nu conține mai mult de 0,3% THC și nu este publicat ca furnizând un beneficiu medical. În ianuarie 2019, Agenția britanică pentru standarde alimentare a indicat că va considera produsele CBD, inclusiv uleiurile CBD, ca un aliment nou în Marea Britanie, fără istorie de utilizare înainte de mai 1997 și indicând faptul că aceste produse trebuie să aibă autorizație și siguranță înainte de a fi comercializate.
Norvegia

Uleiul CBD este larg acceptat în Norvegia. Parlamentul norvegian a decriminalizat consumul pentru uz personal în decembrie 2017. 
Olanda

Uleiul CBD este legal în Olanda, atât timp cât a fost produs în afara Olandei și conține mai puțin decât concentrația legală de 0,2% THC în formularea sa.
România

Poziția României în ceea ce privește uleiul CBD și alte produse CBD sau extracte de cânepă, este asemănătoare cu pozițiile altor țări în Uniunea Europeană. România a fost cel de-al zecelea membru al Uniunii Europene care a legalizat canabis medical. În octombrie 2013, România a legalizat medicamentele create din derivați de canabis. Acestea se pot utiliza cu o rețetă și dacă conțin 0,2% de THC sau mai puțin. Uleiul CBD este legal să se cumpere pe teritoriul României și se poate găsi în magazine de alimente de sănătate și magazine de medicamente alternative online. 

De asemenea, Legea nr. 339/2005 permite Ministerului Agriculturii și Dezvoltării Rurale ( MADR ) să autorizeze cultivarea cânepei industriale, dacă procesul este în conformitate cu reglementările UE. 

La sfârșitul anului 2019, Senatul României a adoptat un proiect de lege care prevede legalizarea cannabisului pentru uz medical. Conform proiectului de lege, următoarele componente cannabis pot fi utilizate în scopuri medicale: cannabis, rășină de cannabis, extracte, tincturi și, de asemenea, THC, izomerii săi și variantele lor stereochimice. Cantitatea admisă de THC este de maxim 20%.
Deși utilizarea CBD este legală, utilizarea recreațională a THC este încă ilegală și nu este decriminalizată.
Suedia

CBD este clasificat ca produs medical în Suedia.

### Canada
În octombrie 2018, canabidiolul a devenit legal pentru uz recreativ și medical. În Canada, ca și în SUA, floarea de cânepă cu THC mai mică de 0,3% este legală atât timp cât respectă reglementările prevăzute în Legea Cannabis.

### S.U.A.
Începând cu aprilie 2019, CBD extras din marijuana rămâne o substanță controlată de Schema I, și nu este aprobată ca medicament de prescripție medicală, supliment alimentar sau permisă pentru comerțul interstatal în Statele Unite. CBD derivată din cânepă (cu 0,3% THC sau mai mică) a fost delistată ca substanță clasificată federal prin proiectul de lege privind agricultura din 2018. Regulamentele FDA se aplică în continuare: CBD de cânepă este legală să vândă ca ingredient cosmetic, dar, în ciuda unei concepții greșite comune, deoarece este un ingredient activ într-un medicament aprobat de FDA, nu poate fi vândut sub legea federală ca ingredient în alimente, sau hrană pentru animale. Este o concepție greșită în mod obișnuit că abilitatea legală de a vinde cânepă (care poate conține CBD) face CBD legală.
În septembrie 2018, după aprobarea sa de către FDA pentru tipurile rare de epilepsie în copilărie, Epidiolex a fost reprogramat (de către Administrația pentru Eliberarea Drogurilor) ca un medicament din lista V, pentru a permite utilizarea prescripției sale. Acest lucru permite companiei GW Pharmaceuticals să vândă Epidiolex, dar nu se aplică pe scară largă, iar toate celelalte produse care conțin CBD rămân medicamente de pe Lista I. Epidemiolele necesită în continuare o replanificare în unele state înainte de a putea fi prescrise în aceste state

### China
Deși consumul de CBD nu a fost încă autorizat în China, acest lucru nu a împiedicat unele regiuni  să cultive canabis pentru a produce ulei CBD. China este una dintre țările cu unele dintre cele mai stricte politici ale drogurilor. Cultivarea și utilizarea marijuanei în China sunt strict interzise și nu este sigur dacă în curând CBD va fi legal pentru utilizare în alimente sau medicamente. În prezent, China permite vânzarea de semințe de cânepă, ulei de cânepă și utilizare CBD în produse cosmetice.

### Coreea de Sud
Coreea de Sud a fost prima țară din estul Asiei care în 2018 a legalizat cannabisul pentru consum medical. Uleiul CBD este legal, dar strict în scop medical dintr-o listă scurtă de medicamente aprobate.

### Tailanda
În august 2019, Ministerul Sănătății Publice a eliminat CBD de pe lista de substanțe interzise, atât timp cât este 99% pur. De asemenea, nu există interdicție asupra importurilor de ulei CBD obținut din cânepă.

### India
Medicamentele derivate din canabis sunt permise și disponibile legal în cadrul ministerului AYUSH, ca medicament AyurvedaAyurvedic. 

### Mexic
Mexic s-a alăturat țărilor care au legalizat în totalitate cultivarea, procesarea, vânzarea, deținerea și utilizarea cannabisului și a derivatelor acestuia, în urma unei hotărâri a Curții Supreme din 31 octombrie 2018.

### Brazilia
În Brazilia autoritatea de reglementare ANVISA a legalizat CBD în aprilie 2014 pentru utilizări terapeutice. În prezent, guvernul a aprobat importul de uleiuri CBD pe bază de cânepă pentru epilepsie, boala Parkinson și dureri cronice, cefalee.

### Australia
În urma unei modificări a legislației în 2017, CBD a fost schimbat de la un program de 9 droguri la un program de 4 medicamente, ceea ce înseamnă că este disponibil din punct de vedere legal. Acestea includ medicamente de prescripție (Schema 4) pentru uz terapeutic care conțin 2% sau mai puțin alte canabinoide utilizate frecvent în canabis (cum ar fi Δ9-THC). 

### Noua Zeelandă
În 2017, guvernul a făcut modificări la regulamente, astfel încât restricțiile să fie eliminate. Prin acceptarea actului de modificare a Directivei privind abuzul de medicamente (Cannabis Medicament) din decembrie 2018, cannabidiolul nu mai este un medicament controlat, ci poate fi eliberat pe bază de prescripție medicală în conformitate cu Legea privind Medicamentele, cu condiția ca produsul să nu conțină mai mult de 2% THC.

## Vezi și
- Cannabis
- Cannabinoid
- Cânepă

## Legături externe
- Every Question You Have About CBD—Answered
- Cannabidiol (CBD) — what we know and what we don’t
- Berea cu marijuana, noul „spice” legalizat în România
- CBD și THC - O comparație a celor doi compuși
- Concentratia uleiurilor CBD si interpretarea lor. Cum sa alegi uleiul cu CBD care ti se potriveste?